# Peter Christian
Peter Martin Christian, né le 16 octobre 1947 à Pohnpei, est un homme d'État micronésien. Il est président des États fédérés de Micronésie du 11 mai 2015 au 11 mai 2019.

## Biographie
Président du Congrès des États fédérés de Micronésie de 2003 à 2007, Peter Christian est réélu comme membre du Congrès en 2007 et 2011. Le 11 mai 2015, il est élu président des États fédérés de Micronésie.
Il est battu par David Panuelo lors des élections générales micronésiennes de 2019.